# ベニ・スエフ県
ベニ・スエフ県（ベニ・スエフけん、アラビア語: محافظة بني سويف、英: Beni Suef Governorate）は、エジプト中部の県。面積は1,322km2で、人口は2006年の時点で229万527人。県都は首都カイロから南に120km離れたナイル川沿いにあるベニ・スエフ。

## 概要
同県はエジプトではセメント工業によって知られている。

## 観光
同県にはエジプト古王国時代に作られた屈折ピラミッドであるメイドゥム・ピラミッドがあり、同県最大の観光資源となっている。

## 隣接する県
- ファイユーム県
- ギーザ県
- スエズ県
- 紅海県
- ミニヤー県